# 小矢部郵便局
小矢部郵便局（おやべゆうびんきょく）は富山県小矢部市にある郵便局。民営化前の分類では集配普通郵便局であった。

## 沿革
- 1872年8月4日（明治5年7月1日） - 今石動（いまいするぎ）郵便役所として開設[1]。
- 1875年（明治8年）1月1日 - 今石動郵便局（四等）となる。
- 1878年（明治11年）10月1日 - 為替取扱を開始。
- 1879年（明治12年）10月26日 - 貯金取扱を開始。
- 1890年（明治23年）1月1日 - 今石動郵便電信局となる[2]。
- 1903年（明治36年）4月1日 - 通信官署官制の施行に伴い今石動郵便局となる。
- 1906年（明治39年）1月1日 - 石動（いするぎ）郵便局に改称。
- 1948年（昭和23年）4月1日 - 特定郵便局から普通郵便局に局種別改定[3]。
- 1956年（昭和31年）
  - 6月15日 - 正得簡易郵便局および宮島簡易郵便局から、貯金業務を移管。
  - 10月1日 - 電話通話および和文電報受付事務の取扱を開始。
- 1958年（昭和33年）6月1日 - 宮島簡易郵便局の廃止に伴い、取扱事務を承継。
- 1978年（昭和53年）11月27日 - 小矢部市本町から同市綾子に移転するとともに、小矢部郵便局に改称。
- 1982年（昭和57年）3月29日 - 北蟹谷郵便局から集配業務を移管。
- 1999年（平成11年） - 外国通貨の両替および旅行小切手の売買に関する業務取扱を開始。
- 2007年（平成19年）10月1日 - 民営化に伴い、併設された郵便事業小矢部支店に一部業務を移管。
- 2011年（平成23年）8月22日 - 郵便事業砺波支店津沢集配センターの廃止に伴い、郵便事業小矢部支店が取扱業務を承継。
- 2012年（平成24年）10月1日 - 日本郵便株式会社発足に伴い、郵便事業小矢部支店を小矢部郵便局に統合。

## 取扱内容
- 郵便、印紙、ゆうパック、内容証明
- 貯金、為替、振替、振込、国際送金、外貨両替、国債、投資信託
- 生命保険、バイク自賠責保険、自動車保険、がん保険、引受条件緩和型医療保険
- 地方公共団体事務（小矢部市バス回数券の販売）
- ゆうちょ銀行ATM
- 「932-00xx」「932-08xx」区域（小矢部市の一部地域）の集配業務
- ゆうゆう窓口

## 周辺
- 小矢部市役所
- 富山県立石動高等学校
- 国道471号
- 小矢部川

## アクセス
- あいの風とやま鉄道線 石動駅から南へ約600m（徒歩約7分）
- 加越能バス 石動駅南停留所、もしくは小矢部市営バス 小矢部郵便局前停留所下車
- 北陸自動車道 小矢部ICから北へ、能越自動車道 福岡ICから南西へ、小矢部東ICから北西へそれぞれ約5km
- 駐車場あり：13台